# Sport en Acadie
Le sport est pratiqué en Acadie depuis la fondation en 1604.

## Régime français
L'Acadie est fondée en 1604 par quelques dizaines de personnes dont Pierre Dugua de Mons, Samuel de Champlain, Jean de Poutrincourt. L'hiver passé à l'île Sainte-Croix est terrible, une partie de la population meurt et l'Habitation de Port-Royal est fondée l'année suivante. Pour remonter le moral de la population, Champlain fonde l'Ordre du Bon-Temps à l'hiver 1606. Les activités sont centrées sur la chasse et la pêche. Les conditions de vie et le travail difficile à l'époque laissait par contre peu de place aux loisirs.

## Régime britannique et confédération canadienne
Entre 1755 et 1763, la société acadienne est complètement détruite durant la Déportation des Acadiens, organisée par le nouveau régime britannique. Jusqu'au milieu du XIXe siècle, la population acadienne est démunie et se concentre plutôt sur ses besoins essentiels et sa survie. Bien que le Nouveau-Brunswick possède des écoles publiques depuis 1819[réf. nécessaire], elles ne répondent pas au besoin des Acadiens. En 1858, un rapport gouvernemental nous informe que les élèves jouaient au cerceau et aux cricket durant la récréation mais on ne sait pas à quelle point ces activités étaient populaires. Les exercices militaires et de posture sont pendant longtemps pratiqués à l'école. Le culturisme et le conditionnement physique restent les bases de l'éducation physique jusque dans les années 1960. Les collèges restent pour de nombreux élèves le premier réel contact avec les sports organisés. De plus, ces établissements jouent un rôle dans l'implantation du sport dans la culture acadienne. Finalement, la pratique sportive a une influence dans la formation des futurs dirigeants. Dès 1888, le journal L'Évangéline publie parfois des articles sur les activités sportives dans les collèges ainsi que sur les compétitions. La philosophie du Collège Saint-Joseph accordait d'ailleurs autant d'importance à la forme physique qu'aux autres aptitudes. Dans les années 1950, les sports tels que le hockey, le baseball, le football canadien, la gymnastique et le tennis y étaient pratiqués.

## Éveil sportif
Les réformes de Louis Robichaud dans les années 1960. De nouvelles écoles sont ainsi construites avec des installations sportives comme des gymnases. De plus, une école normale francophone est construite à l'Université de Moncton, permettant la formation d'enseignants d'éducation physique. Malgré cette nouvelle institution, la formation des enseignants francophones incomplète avec le programme de deux ans comparativement aux étudiants anglophones. Pour cette raison, l'université ouvre le Département d'éducation physique en 1968, permettant ainsi aux étudiants d'obtenir un baccalauréat.

## Jeux de l'Acadie

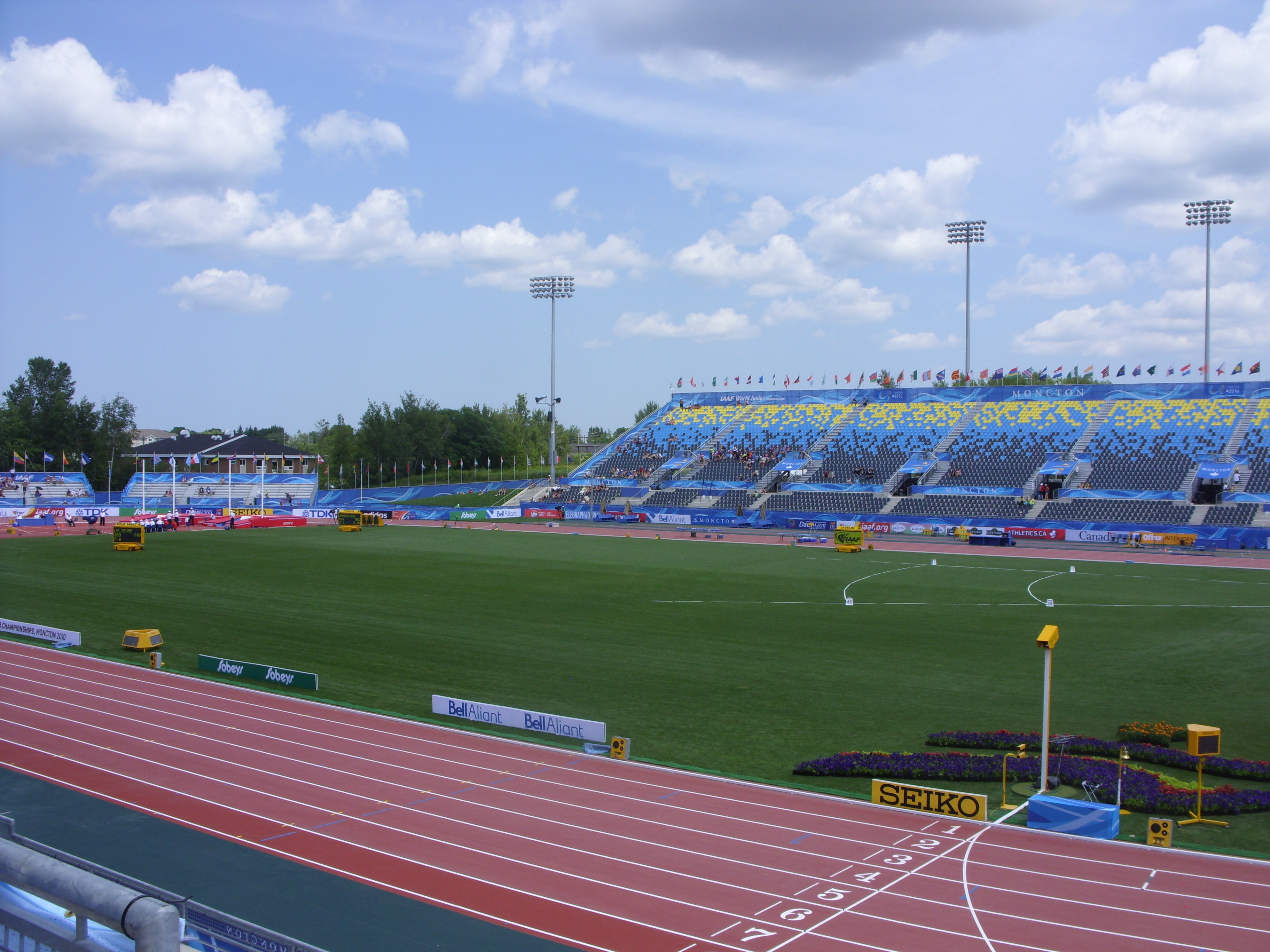
Stade d'athlétisme de Moncton, en 2010

Les Jeux de l'Acadie sont créés en 1979 à l'instigation de Jean-Luc Bélanger pour souligner le 375e anniversaire de l'Acadie. La première finale a lieu à Moncton et accueille des athlètes en herbe du Nouveau-Brunswick. Les autres Acadiens y ont accès à partir de 1980. Chaque finale des Jeux de l'Acadie a des retombées économiques de plus d'un million de dollars canadiens.
Le Marathon de l'Acadie commence en 1983, la Société Acadie en forme est fondée en 1984, le Comité pour l'avancement de la femme dans l'activité physique en 1989 et la Commission du mérite d'excellence en 1990.
La pratique grandissante du sport à l'école permet de freiner la progression de l'anglicisation auprès des jeunes. Pourtant, plusieurs études de la fin des années 1980 déplorent la faible présence des Acadiens dans les organismes sportifs du Nouveau-Brunswick. Le Conseil de développement du sport francophone du Nouveau-Brunswick est mis sur pied en 1989 pour remédier à ce problème.